# Macedonite
La macedonite (simbolo IMA: Mce) è un minerale del supergruppo della perovskite, all'interno del quale viene collocato nel gruppo delle perovskiti stechiometriche e da lì al sottogruppo della perovskite; appartiene alla famiglia minerale degli "ossidi e idrossidi" e possiede formula chimica PbTiO3.

## Etimologia e storia
La macedonite deve il suo nome a Radusinović e Markov, che nel 1971 la chiamarono in questo modo da quello che all'epoca era la Repubblica Socialista di Macedonia (nella ex Jugoslavia); l'area è ora parte della Macedonia del Nord.

## Classificazione
La classica nona edizione della sistematica dei minerali di Strunz, aggiornata dall'Associazione Mineralogica Internazionale (IMA) nel 2009, elenca la macedonite nella classe "4. Ossidi (idrossidi, V[5,6] vanadati, arseniti, antimoniti, bismutiti, solfiti, seleniti, telluriti, iodati)" e nella sottoclasse "4.C Metallo:Ossigeno = 2:3, 3:5 e simili"; questa viene più finemente suddivisa in base alla dimensione dei cationi coinvolti, in modo da trovare la macedonite nella sezione "4.CC Con cationi di media e grande dimensione" dove forma il sistema nº 4.CC.35 insieme a isolueshite, loparite-(Ce), nioboloparite e tausonite.
Questa suddivisione viene mantenuta invariata anche nell'edizione successiva, proseguita dal database "mindat.org" e chiamata Classificazione Strunz-mindat dove all'interno del sistema 4.CC.35 fa la sua comparsa la panguite e dove manca la nioboloparite.
Nella Sistematica dei lapis (Lapis-Systematik) di Stefan Weiß la macedonite si trova nella classe degli "ossidi" e nella sottoclasse degli "ossidi con rapporto metallo:ossigeno = 2:3 (M2O3 e composti correlati)"; qui forma la "serie della perovskite" con il numero di sistema IV/C.10 insieme a perovskite, megawite, lakargiite, latrappite, barioperovskite, tausonite, loparite, isolueshite, pauloabibite, lueshite, natroniobite e vapnikite.
Anche la classificazione dei minerali secondo Dana, usata principalmente nel mondo anglosassone, elenca la macedonite nella famiglia degli "ossidi e idrossidi"; qui è nella classe degli "ossidi" e nella sottoclasse degli "ossidi semplici con carica cationica 3+ (A2O3)" dove è l'unico membro del sistema nº 04.03.06.

## Abito cristallino
La macedonite cristallizza nel sistema tetragonale nel gruppo spaziale P4/nmm (gruppo nº 129) con i parametri reticolari a = 3,90(1) Å e c = 4,18(2) Å, oltre ad avere 1 unità di formula per cella unitaria.

## Origine e giacitura
La macedonite è un raro minerale accessorio trovato in alcune vene di pegmatite sienitica microclino-quarzosa che attraversano lo scisto anfibolo-pirosseno (per campioni rinvenuti a Crni Kamen, presso Prilep, in Macedonia del Nord), oppure come inclusioni in ematite e magnetoplumbite in un giacimento metamorfico di ferro-manganese (per campioni trovati nel distretto minerario di Långban, presso Filipstad in Svezia). La paragenesi dipende dal luogo di ritrovamento della macedonite: è con arfvedsonite, egirina, microclino, quarzo, rutilo e zircone (per la macedonite trovata a Crni Kamen, in Macedonia); con ematite, magnetoplumbite, flogopite ricca di manganese, mimetite ricca di calcio, kentrolite ricca di manganese (per quanto riguarda campioni trovati nel distretto minerario di Långban, in Svezia); con calcite, ematite, flogopite, ganomalite, hancockite, jacobsite, melanotekite, piombo nativo e tephroite. (per campioni trovati nel campominerario di Jakobsberg, presso Filipstad, in Svezia).
La macedonite è un minerale piuttosto raro ed è stato trovato solo in pochi siti: oltre alla sua località tipo, Crni Kamen (41.2475°N 21.47556°E) in Macedonia del Nord, il minerale è stato rinvenuto anche a Tenerife e Cuevas del Almanzora (in Spagna) e Mendip (in Inghilterra).

## Forma in cui si presenta in natura
La macedonite si presenta qualche volta in cristalli da equanti a prismatici, con dimensioni fino a 0,2 mm, ma le dimensioni più comuni vanno da 80 a 100 pm; più comunemente il minerale forma grani irregolari.
Il minerale è opaco con lucentezza vitrea; il colore è nero con una debole sfumatura brunastra, ma diventa giallo brunastro con sfumatura verdastra in sezione sottile, mentre il colore del suo striscio è grigio-giallo.